# Flaggen und Wappen der Regionen Frankreichs
Diese Liste enthält die Wappen und Flaggen der 21 früheren Regionen (sortiert in der Reihenfolge der französischen Namensschreibung) und 6 Überseegebiete Frankreichs. Seit 2016 ist Frankreich in 13 Regionen (Korsika eingeschlossen) und 5 Überseegebiete gegliedert.

## Regionen
| Region                     | Wappen                                       | Flagge                   | Anmerkungen |
| -------------------------- | -------------------------------------------- | ------------------------ | --- |
| Elsass (Alsace)            | Wappen der Region Elsass                     | 2:3                      | Flagge und Wappen sind Kombinationen der Symbole von Ober- und Unterelsass, wobei das weiße Band für das Unterelsass steht und die Kronen für das Oberelsass. |
| Aquitanien (Aquitaine)     | Wappen der Region Aquitanien                 | 3:5                      | Die Region verwendet das traditionelle Wappen der ehemaligen Provinz Guyenne, dessen Herkunft unbekannt ist. Der Spitzname ist Eleonores Löwe nach der mittelalterlichen Königin Eleonore von Aquitanien (Aleonòr d’Aquitània), der Mutter von Richard Löwenherz. |
| Auvergne                   | Wappen der Region Auvergne                   | 3:5                      | Das Gonfanon geht angeblich auf das Banner von Eustach III., des Grafen von Boulogne zurück, das dieser bei der Eroberung Jerusalems mit seinem Bruder Gottfried von Bouillon im Jahr 1099 führte. |
| Burgund (Bourgogne)        | Wappen der Region Burgund                    | 3:5                      | Das erste und das vierte Viertel der traditionellen Flagge Burgunds steht für das Zweite Haus von Burgund, das von 1363 bis 1482 regierte. Das zweite und das dritte Viertel der Flagge stehen für das Erste Haus von Burgund, das von 1032 bis 1061 regierte. |
| Bretagne                   | Wappen der Region Bretagne                   | 2:3                      | Die Flagge der Bretagne mit dem Namen Gwenn-ha-Du, schwarz und weiß, wurde lange Zeit als Separatisten-Flagge betrachtet. Das Hermelin im Obereck der Flagge taucht erstmals im Jahre 1213 mit dem Wappen der Bretagne auf. Die jetzige Streifenflagge wurde im Jahr 1920 geschaffen, erschien in der heutigen Form aber erstmals 1937 auf der Weltausstellung in Paris. Die vier weißen Streifen symbolisieren die bretonischen Landesteile, die fünf schwarzen die gallischen. |
| Centre-Val de Loire        | Wappen der Region Centre-Val de Loire        |                          | Die Flagge führt die Fleur-de-Lys aus dem Wappen des Königreichs Frankreich von 1376 bis 1789. Neben dieser Flagge führt der Regionalrat eine Flagge mit einer stilisierten Landkarte Frankreichs und einem Herz für das Herz Frankreichs. |
| Champagne-Ardenne          | Flagge der Region Champagne-Ardenne          | 3:5                      | Historische Hauptstadt der Champagne war die Stadt Troyes, die ihren Namen auf das antike Troja zurückführt, deren Bewohner sich über Europa verstreuten und mit sich die Idee von Irrgärten brachte, woran die Mäanderlinie erinnern soll. |
| Franche-Comté              | Wappen der Region Franche-Comté              | Flagge von Franche-Comté | Die Flagge benutzt die traditionellen Symbole der ehemaligen Provinz Franche-Comté, die Otto IV. als Pfalzgraf von Burgund im Jahr 1286 annahm. |
| Île-de-France              | Wappen der Region Île-de-France              | 3:5                      | Flagge und Wappen verwenden bewusst die Farben der französischen Nation und führen die Fleur-de-Lys aus dem Wappen des Königreichs Frankreich von 1376 bis 1789. |
| Languedoc-Roussillon       | Wappen der Region Languedoc-Roussillon       | 3:5                      | Languedoc-Roussillon führt das Tolosanerkreuz von Toulouse (für Languedoc) und die Farben von Aragonien, an das Roussillon im Jahr 1172 fiel. |
| Limousin                   | Wappen der Region Limousin                   | 2:3                      | Die Hermelinflagge der früheren Provinz Limousin leitet sich von Guy de Penthièvre, dem Sohn Arthur II. her. |
| Lothringen (Lorraine)      | Wappen der Region Lothringen                 | 3:5                      | Die Flagge entspricht dem Wappen. Der Schrägbalken mit den Adlern tritt um das Jahr 1195 in den Siegeln Herzog Simons II. auf, wobei die Adlerstümmelung erst seit dem 15. Jahrhundert auftritt. |
| Midi-Pyrénées              | Wappen der Region Midi-Pyrénées              | 3:5                      | Die Flagge ist die Flagge der Grafen von Toulouse, der ehemaligen Provinz Languedoc und der heutigen Stadt Toulouse mit dem Tolosanerkreuz aus dem Jahr 1211. Vorbild war möglicherweise eine 12strahlige Sonnenscheibe. |
| Nord-Pas-de-Calais         | Wappen der Region Nord-Pas-de-Calais         | 3:5                      | Die Farben sind der Flagge Flanderns nachempfunden und führt wie diese einen schwarzen Löwen auf Gold. |
| Basse-Normandie            | Wappen der Region Basse-Normandie            | 3:5                      | Angeblich stammt das Wappen von Guillaume le Bâtard (Wilhelm der Eroberer), doch erschien das Wappen der Normandie erst auf dem Schild von Gottfried Plantagenet, der von 1135/1144 bis 1150 regierte. |
| Haute-Normandie            | Wappen der Region Haute-Normandie            | 3:5                      | Angeblich stammt das Wappen von Wilhelm dem Eroberer, doch erschien das Wappen der Normandie erst auf dem Schild von Gottfried Plantagenet, der von 1135/1144 bis 1150 regierte. |
| Pays de la Loire           | Wappen der Region Pays-de-la-Loire           | 3:5                      | |
| Picardie                   | Wappen der Region Picardie                   | 3:5                      | |
| Poitou-Charentes           | Wappen der Region Poitou-Charentes           | 3:5                      | Die Flagge zeigt die fünf Burgen, die König Alphonse aus dem Wappen seiner Mutter aus dem Haus Kastilien („Burgenland“) übernahm. |
| Provence-Alpes-Côte d’Azur | Wappen der Region Provence-Alpes-Côte d’Azur | 2:3                      | Die Flagge aus dem Jahr 1999 kombiniert das traditionelle Gold mit den roten Senkrechtstreifen der Provence mit dem Delphin der Dauphiné und dem Adler der Grafschaft Nizza. |
| Rhône-Alpes                | Wappen der Region Rhône-Alpes                | 3:5                      | Die Flagge kombiniert die die Fleur-de-Lys aus dem Wappen des Königreichs Frankreich mit den rot-goldenen Senkrechtstreifen der Provence mit dem Delphin der Dauphiné, dem Kreuz des Hauses Savoyenns und einem aufrechten Löwen. |

## Gebietskörperschaften
| Region                                 | Wappen                               | Flagge | Anmerkungen |
| -------------------------------------- | ------------------------------------ | ------ | --- |
| Korsika (Corse)                        | Wappen der Region Korsika            | 3:5    | Die korsische Flagge hat den Namen bandiera testa mora, Flagge mit dem Mohrenkopf. Der Ursprung dieser Flagge (und des Wappens) ist nicht geklärt und Anlass zu vielen Spekulationen. Das Wappen geht vielleicht auf das sogenannte Wappen „Alt-Aragon“ zurück, das vier abgeschlagene Mohrenköpfe neben dem roten Georgskreuz zeigte. |
| Französisch-Guayana (Guyane française) | Wappen der Region Französisch-Guyana | 2:3    | Am 29. Januar 2010 nahm der Generalrat des Departements offiziell eine eigene Flagge an. (Flaggenerklärung) |
| Guadeloupe                             | Wappen Guadeloupes                   | 2:3    | Das karibische Departement führt ein Wappen, aber keine Flagge. Die offizielle Flagge ist die französische Trikolore. Allerdings benutzt die Unabhängigkeitsbewegung eine eigene Flagge. |
| Martinique                             |                                      | 8:11   | Im Februar 2023 wurde die Flagge angenommen, die für kulturelle und sportliche Anlässe verwendet wird. |
| Mayotte                                |                                      | 2:3    | Die Flagge ist inoffiziell. Der Generalrat verwendet eine weiße Flagge mit dem Wappen Mayottes, zusammen mit den zwei Seepferdchen als Schildträger. |
| Réunion                                | Wappen von La Réunion                | 2:3    | Die nicht offiziell anerkannte Regionalflagge zeigt auf blau Sonnenstrahlen über einem roten Berg. |